# Talcahuano
Talcahuano (fra mapudungún Tralkawenu: "himmel tordnende") er en kommune og by i den sydlige del af Chile, der hører til provinsen Concepción i Biobío-regionen. Talcahuano er en af de vigtigste havne i området.
Kommunen grænser i syd til Hualpén, mod sydøst til Concepción og Penco; Mod nordøst, nord og vest til Stillehavet. Det er en del af hovedstadsområdet Greater Concepción, der ligger nord for det.
 Der er for få eller ingen kildehenvisninger i denne artikel, hvilket er et problem. Du kan hjælpe ved at angive troværdige kilder til de påstande, som fremføres i artiklen.

1. ↑  2017 Chile census, hentet 31. maj 2020 (fra Wikidata).